# Burger Belangen Roosendaal
Burger Belangen Roosendaal (Afgekort: BBR) is een Roosendaalse politieke partij. De partij ontstond toen raadslid Selda Bozkurt in oktober 2018 brak met haar partij Nieuwe Democraten. Volgens Bozkurt kreeg ze geen enkele steun vanuit de partij nadat ze met één voorkeursstem de enige zetel had gekregen tijdens de verkiezingen van 2018. Ze ging als eenmansfractie verder onder de naam Burger Belangen Roosendaal. Bij de verkiezingen van 2022 kon de partij de zetel behouden.